# 13149 Heisenberg
13149 Heisenberg este o planetă minoră (asteroid) din centura de asteroizi. A fost descoperită pe 4 martie 1995 la Thüringer Landessternwarte Tautenburg⁠(d) de Freimut Börngen și a fost numită după Werner Heisenberg. 
Obiectul prezintă o orbită caracterizată de o semiaxă mare de 3,1323202 UAi, o excentricitate de 0,14, o înclinație de 3,09906 ° în raport cu ecliptica.